# Gentianella magellanica
Gentianella magellanica là một loài thực vật có hoa trong họ Long đởm. Loài này được (Gaudich.) Fabris mô tả khoa học đầu tiên năm 1968.